# Littérature tchèque

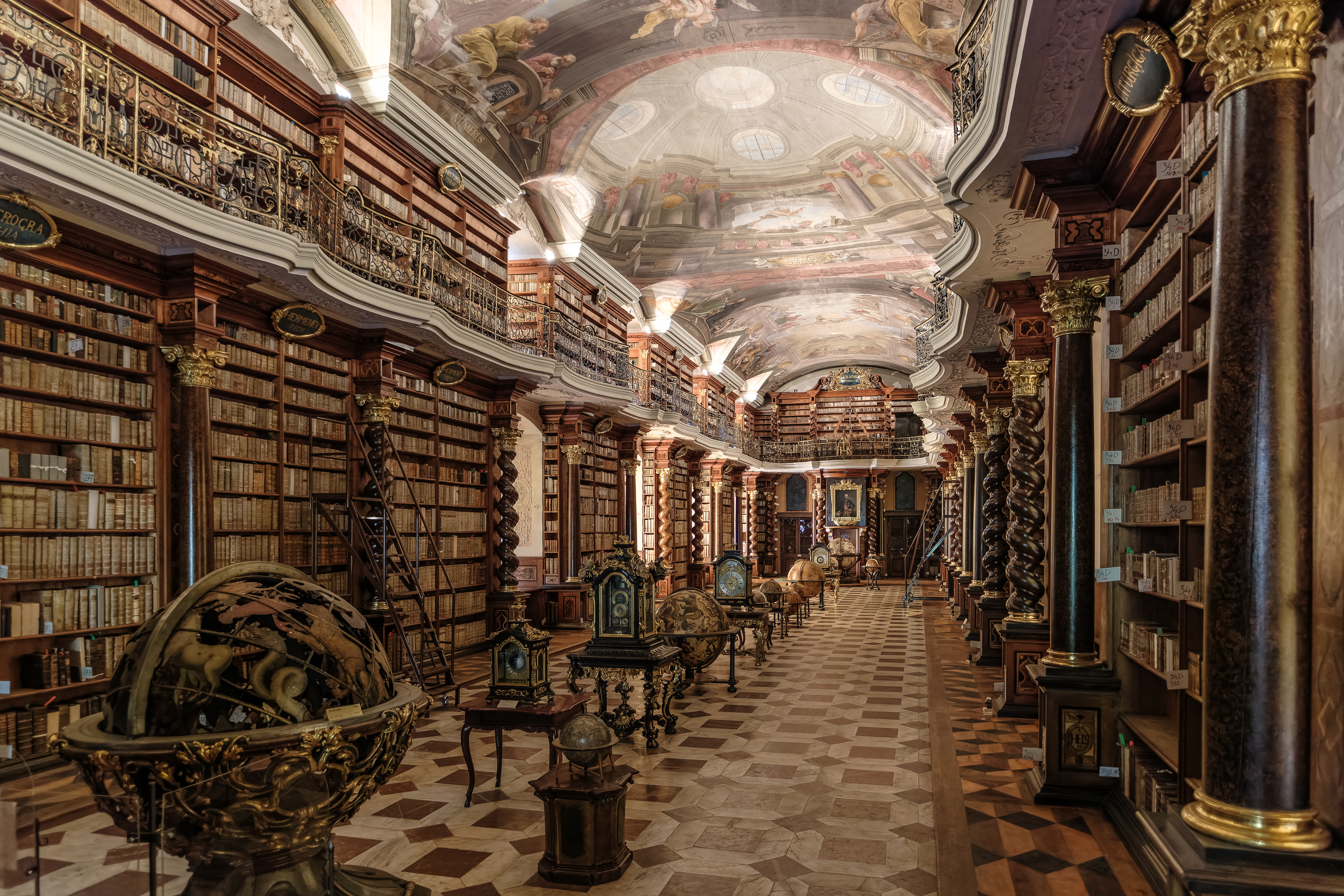
Ancienne salle baroque de la Bibliothèque nationale de la République tchèque au Clementinum

La littérature tchèque regroupe l'ensemble des œuvres littéraires répondant à l'un des trois critères suivants :
- la littérature écrite par les membres de l’ethnie tchèque - c’est-à-dire non seulement écrit en tchèque mais aussi dans d'autres langues par des Tchèques, comme La chronique des Tchèques de Cosmas de Prague, rédigée en latin, les premiers poèmes de Karel Hynek Mácha en allemand, ou L'ignorance de Milan Kundera en français ;
- la littérature écrite en tchèque, même par des auteurs originaires d'autres ethnies (La fille de la gloire du Slovaque Ján Kollár) ;
- la littérature écrite sur le territoire tchèque, en toute langue, et par les membres de toute ethnie (par exemple Le Château de Kafka, en allemand).

On utilise surtout les deux premières définitions. Plusieurs anthologies de la littérature tchèque prennent également en compte la dernière définition, qui reste pourtant très problématique.

## Chronologie indicative
1. l'époque ancienne (romane) – jusqu'à Jan Hus (836 – 1310)
2. l'époque moyenne – de Jan Hus à l'époque de Joseph II
  1. l'époque gothique (1310-1434)
  2. Renaissance (1434-1620)
  3. l'époque baroque (1620-1729)
  4. l'époque des ténèbres (1729-1773)
3. la nouvelle époque – depuis le règne de Joseph II jusqu'à nos jours
  1. le renouveau national (1773-1848)
  2. la période moderne (1848-1938)
  3. les régimes totalitaires (1938-1989)
  4. le postmodernisme (de 1989 à nos jours)

## Contexte médiéval

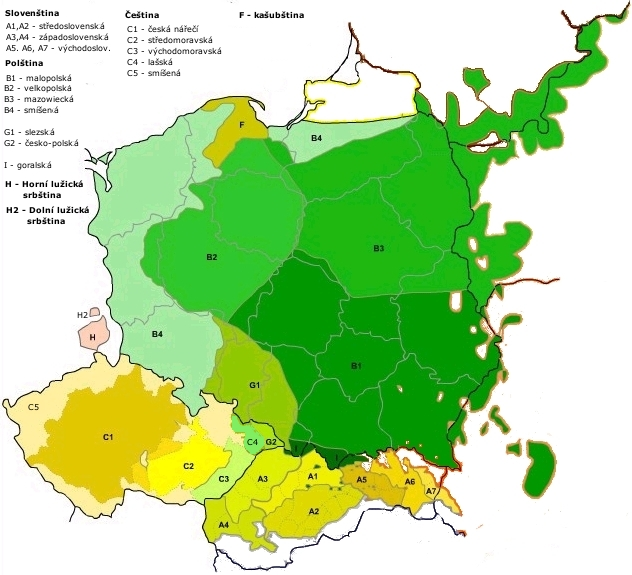
Langues slaves occidentales

- Histoire de la Tchéquie, Pays tchèques
- Slaves occidentaux, liste des tribus slaves médiévales, langues slaves occidentales : Slaves de Bohême (en), Slaves de Moravie (en), Slovaques
- Bavaria Slavica, Églises des Slaves de Haute-Franconie (de)
- Germania Slavica, Nouvelle-Marche (700-1400)
- Francie orientale, Annales de Fulda, Marche Sorabe, Sorabes, Wendes, Marche de Misnie
- Grande-Moravie (833-907/920c), Moravia
- Duché de Bohême (872-1198)
- Royaume de Bohême (1198-1918) (dont 1335-1635)

## Littératures d'avant le tchèque (863-1310)
La littérature romane est une littérature du Moyen Âge. À cette époque, la littérature n'est pas écrite en tchèque (langue slave occidentale), cette langue n'existant pas encore (du moins à l'écrit : histoire de la langue tchèque (en)), même si elle est utilisée dans la vie courante. Une minorité lettrée écrit alors en proto-slave puis en vieux-slave, dialecte macédonien utilisé comme langue commune par tous les Slaves, entre autres pour la liturgie chrétienne, et en latin : Proglas (de), Vie de Constantin (de) (Život Konstantinův), Vie de Méthode (de) (Život Metodějův) (Légendes moraves-pannoniennes (sk)), Nomocanon.
Les légendes constituent alors le genre littéraire le plus important :
- La légende de saint Venceslas, la plus ancienne, rédigée vers 967, non conservée,
- Crescente fide christiana (cs) (Alors que se répand la foi chrétienne, après 974), avec une autre version de la légende de saint Venceslas (~907-~935),
- Fuit in provincia Bohemorum (cs) (Il fut en pays de Bohême, après 975), consacrée à sainte Ludmila (860-921),
- Vita et passio sancti Venceslai et sanctae Ludmilae aviae eius (Vie et martyre de saint Venceslas et de sainte Ludmila, sa grand-mère) (Život svaté Ludmily), dite également légende de Christian, du point de vue ethnique, le premier auteur tchèque,
- Vie de saint Vaclav (cs) (První staroslověnská legenda o svatém Václavu),
- Légende de Gumpold (cs)
- Légende de Kristián...

Cette datation est conçue à partir des annales tchèques, qui relatent les années 1038-1250 (le manuscrit le plus ancien, datant de 1119, s'intitule Les vieilles annales de la Sainte Croix). La Chronica Bohemorum (La chronique des tchèques) de Cosmas de Prague est un texte qui se rapproche du récit historique (les histoires).
Littérairement parlant, la Chronicon Aulae Regiae de Petr Žitavský (1338) (dite Chronique de Zbraslav (cs)) est généralement considérée comme l'œuvre la plus aboutie de l'époque, même si le texte est un récit historique. (Pour cette période, le niveau littéraire apparaît en effet plus élevé dans les chroniques et dans les histoires).
- Cosmas de Prague (1045c-1125c)
- Jindřich Zdík (1080c-1150)
- Homiliaire dit d'Opatovice[1] (133 sermons)
- Königsaaler Chronik (de)
- Décret de Bratislava (cs) (1039)
- Codex Vyssegradensis (en) (1070-1090)
- Seigneur, aie pitié de nous (cs)
- Codex de Vysegrad (cs) (1085) ou de Vratislav II
- Chronica Boemorum (de) (1119-1125)
- Chroniques de Hradiště-Opatovice (cs) (vers 1167)
- Homélie d'Opatovice (cs) (vers 1175)
- Canon de Vysegrad (cs) (Kronika kanovníka Vyšehradskéh) (vers 1180 ?)
- Choral de saint Venceslas (cs) (vers 1180 ?)
- affaire des faux manuscrits de Dvůr Kralové et Zelená Hora (1817)

La poussée germanique (Colonisation germanique de l'Europe orientale, Drang nach Osten, Allemands des Sudètes, Allemands des Carpates, anabaptisme, etc.) explique la présence d'une littérature germanophone : Reinmar von Zweter (1200-1250), Ulrich von Etzenbach (de) (1250-1300), Venceslas II de Bohême (1271-1305).
Il existe également une production littéraire en hébreu médiéval, dont témoigne Isaak ben Mose (1180-1260) : voir l'histoire des Juifs en Tchéquie.

## Le gothique (1310-1433)

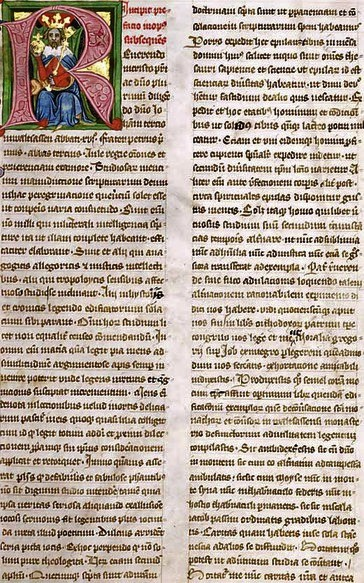
Chronicon Aulae Regiae ou Zbraslavská kronika, 1305-1308

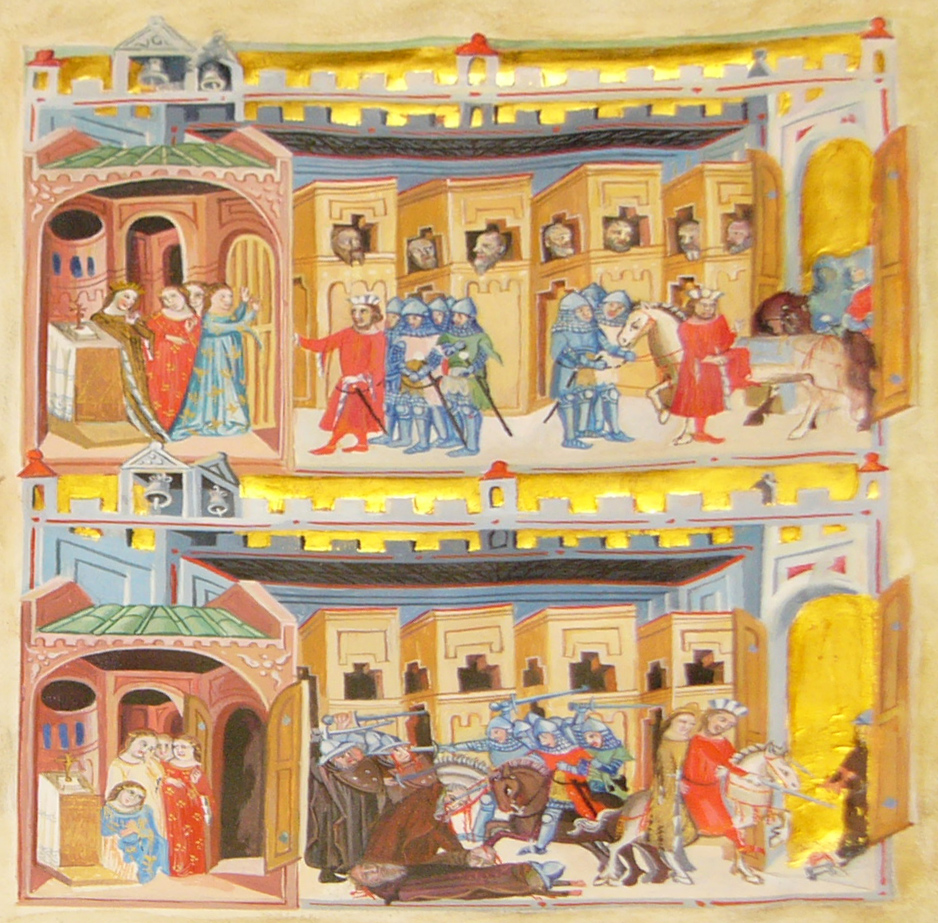
Fragment de la Chronique de Dalimil (Bretislav Ier de Bohême enlevant sa femme Judith de Schweinfurt)

Parmi les langues slaves occidentales, aux XIe – XIIe siècles, les langues tchécoslovaques (tchèque, slovaque...) se distinguent des langues léchitiques (cachoube, polonais...).
La langue tchèque écrite devient courante, parmi la minorité lettrée.

### Œuvres
- Alexandreis (anonyme tchèque) (cs) (vers 1300) (à ne pas confondre avec L'Alexandréide (1178))
- Codex Gigas (vers 1290)
- Rožmberská kniha (cs) (vers 1300), Le livre judiciaire des Rožmberks (cs) (vers 1300), Chronique de Dalimil (vers 1314)
- Passion de l'abbesse Cunégonde (de) (Pasionál abatyše Kunhuty, vers 1320)
- Chronicon Aulae Regiae (Chronique de Königsaal, Abbaye de Zbraslav, vers 1330-1338)[2]
- Di tutsch kronik von Behem lant (de) (1342-1346)
- Bible de Velislav (1325-1349)
- De orthographia bohemica (1406-1412), codification de l'orthographe tchèque

### Personnalités
- Cunégonde de Bohême (1265-1321)
- Wenceslas II (1271-1305), roi de Bohême
- Pierre de Zittau (1275-1339), abbé, chroniqueur, Chronique de Zbraslav (Chronicon Aulae regiae)
- Charles IV (1316-1378), roi de Bohême et empereur du Saint-Empire

## Le hussitisme (1370-1434)

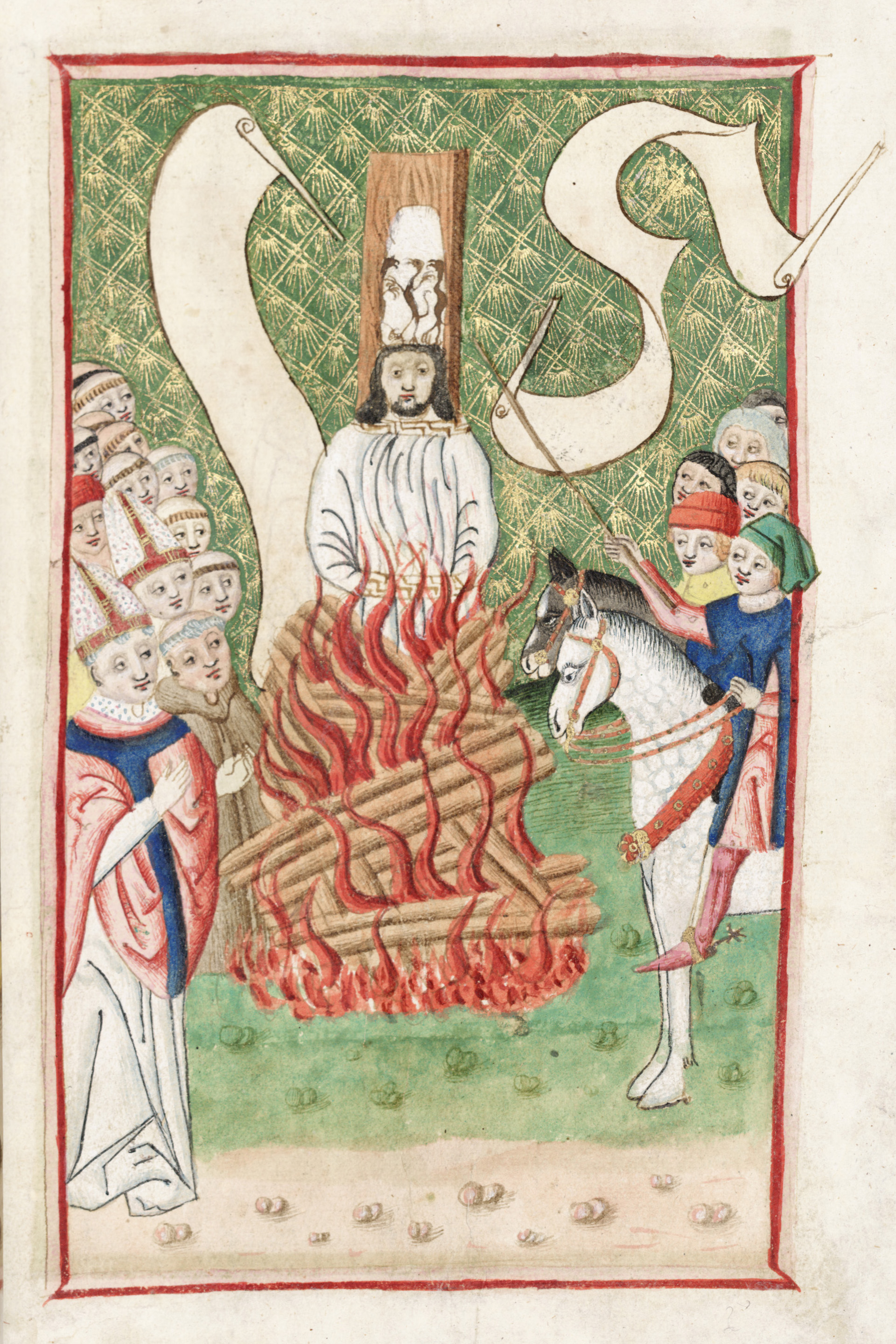
Jan Hus au bûcher

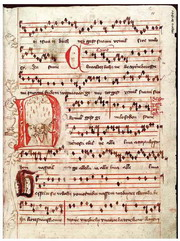
Livre de cantiques de Jistebnice

La révolution hussite du XVe siècle provoque un changement dans la littérature tchèque. Le principal objectif de cette littérature est la défense d'une doctrine religieuse. Sa forme est généralement la prose.

Les premiers écrits théologique de Jan Hus (1372-1415) apparaissent au début du XVe siècle. Il écrit d'abord en latin, puis en tchèque ou en allemand. Il s'agit de questions techniques et théologiques, de sermons en tchèque, et de livre d'orthographe ou de grammaire qui sont utilisés pour la fondation du tchèque moderne aux XVIIe siècle et XVIIIe siècle.

Il reste seulement quelques fragments des œuvres des Taborites radicaux. Il s'agit d'apologies latines de la doctrine taborite. En général, les écrits hussites diffèrent de l'ère précédente par l'intérêt pour les questions sociales. Leur audience est surtout constituée par les classes basses et moyennes.

Quelques travaux, comme ceux de Jan Rokycana, attaquent également les Hussites ultraquistes. 
La période hussite développe, pour la première fois, afin de remplacer la liturgie latine, le genre des chansons pieuses, ou plutôt cantiques spirituels, ce dont témoigne le Livre de cantiques de Jistebnice (cs), publié vers 1420-1430 à Jistebnice 
Après l'élection de Georges de Bohême au trône, à la suite des guerres hussites, une nouvelle vague culturelle emporte la Bohème. L'humanisme voit dans les classiques de l'Antiquité un idéal littéraire et culturel. La principale caractéristique de la littérature de cette époque est la lutte entre les écrits des catholiques en latin et ceux des protestants en tchèque.
L'imprimerie de Gutenberg rend enfin les œuvres et les pamphlets plus accessibles, ce qui change lentement le statut de la littérature.
- Tomáš Štítný ze Štítného (cs) (1331-1401)
- Jan z Jenštejna (Jean de Jenstein) (1344-1400)
- Smil Flaska z Pardubic (en) (1350-1403)
- Johannes von Tepl (1350-1414), Der Ackermann aus Böhmen
- Jan Žižka (1360?-1424)
- Christian de Prachatice (1360?-1439), théologien, mathématicien, astronome
- Jan Hus (1369c-1415), grammairien, théologien, recteur, excommunié, brûlé vif,
- Jan z Jesenice (de) (1370?-1420)
- Lorenz von Brösau (de) (1370c-1437c)
- Štěpán z Pálče (de) (1370-1424)
- Jacques de Mies (1372-1429)
- Johannes Cardinalis von Bergreichenstein (1374-1428)
- Jérôme de Prague (1379-1416), théologien, excommunié, brûlé vif
- Procope le Grand (1380-1434, Le tondu), prédicateur hussite radical
- Ambrož Hradecký (de) (1380?-1439)
- Jan Želivský (1380-1422)
- Ulrich von Znaim (de) (1380?-1433)
- Mikuláš z Pelhřimova (cs) (1385-1459)
- Nikolaus von Pelgrims (de) (1385-1460), évêque, chroniqueur, diplomate
- Petr Chelčický (1390-1460), Du combat spirituel, Discours sur les trois États, Filet de la vraie foi
- Martin Lupáč (cs) (1390?-1468)
- Petr z Mladoňovic (de) (1390-1451)
- Jean de Rokycana (1390-1471)
- Jan z Příbrami (cs) (1390?-1448)
- Nicolaus Rutze (de) (1460-1520)
- Stanislas de Znoyme, Étienne de Páleč...
- Littérature tchèque à l'époque hussite (cs)
- Taborites, Utraquisme, Croisades contre les hussites, Frères tchèques, Frères moraves, Orphelins tchèques, Picards, Huttérisme, Anabaptisme
- Textes
  - traductions manuscrites : Bible olomoucká (cs) (1417), Bible boskovická (cs) (1415)
  - Bible hussite (1420-1430, en hongrois d'abord), Codex d'Iena (de)(1490-1500)
- Recueils de cantiques : , Chants hussites (de), Livre de cantiques de Jistebnice (cs) (vers 1420-1430)
- Textes de polémique dialoguée : Dispute de Prague et de Kutna Hora (1420), Venceslas, Gall et Tabor, ou le Dialogue sur la Bohême en 1424
- Précurseurs médiévaux : paulicianisme, bogomilisme, catharisme, Église évangélique vaudoise (Pierre Valdo, ou Vaudès (1140-1217)

## La Renaissance (1433-1620)

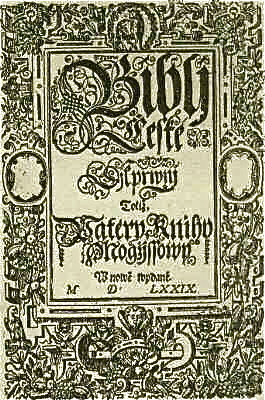
Bible de Kralice (Bible kralická)

Durant la Renaissance, la littérature se divise en trois parties : les littératures catholique, de calixtin et fraternelle - trois genres n'ayant pas grand-chose en commun, et qui ne s'influencent guère.
- Bible de Kralice (1579-1593), première traduction intégrale en tchèque
- Traductions de la Bible en tchèque (en)

En 1829, František Palacký publie Les anciennes annales tchèques, un recueil de chroniques tchèques portant sur les années 1378-1526, de caractère calixtin. Le texte le plus ancien date des années 1430.
Parmi les auteurs notables :
- Henri II de Poděbrady (1452-1492), Hynek z Podebrad
- Viktorin Kornel de Všehrdy (1460-1520)
- Bohuslaus Lobkowicz von Hassenstein (de) (1461-1510)
- Augustinus Olomucensis (en) (1467-1513)
- Jan Dubravius (1486-1553)
- Ursula de Münsterberg (1495c-1534)
- Sigismund Gelenius (1497-1554)
- Václav Hájek z Libočan (de) (1500c-1553)
- Pavel Aquilinas (1520c-1569)
- Daniel Adam z Veleslavína (de) (1546-1599)
- Mikuláš Dačický z Heslova (1555-1626)
- Kryštof Harant (en) (1564-1621)
- Jan Campanus Vodňanský (de) (1572-1622)
- Elisabeth Johanna von Weston (de) (1582-1612)

## Le Baroque (1620-1729)
La littérature tchèque se divise alors pour la première fois en littérature officielle (Fridrich Bridel (Bedřich Bridel), non éditée (Bohuslav Balbín (z Vorličné) et d'exil (Comenius, Pavel Stránský ze Zapské Stránky (cs) (1583-1657) et Pavel Skála ze Zhoře (cs) (1583-1640)).
- Johannes Vodnianus Campanus (en) (1572-1622)
- Pavel Skála ze Zhoře (cs) (1583-1640)
- Pavel Stránský ze Záp (cs) (1583-1657)
- Comenius (1592-1670), grammairien, pédagogue, philosophe, Das Labyrinth der Welt und das Paradies des Herzens (de) (1631)
- Adam Václav Michna z Otradovic (1600-1676), compositeur, poète
- Felix Kadlinský (en) (1613-1675), traducteur, poète
- Fridrich Bridel (1619-1680, Bedřich Bridel, Bridelius), prêtre jésuite, écrivain, poète
- Bohuslav Balbín (1621-1688)
- Václav Jan Rosa (cs) (1630-1689)

## L'Époque des ténèbres (1729-1773)
Ce demi-siècle est dit « des ténèbres », car, sous l'influence des philosophes tchèques des lumières, les historiens se sont peu intéressés à cette période. En réalité, plusieurs personnages s'imposent à cette époque dans les pays tchèques, bien que leurs œuvres soient désormais presque oubliées :
- Nikolaus Ludwig von Zinzendorf (1700-1760), pasteur, traducteur, théologien, poète
- Josef Bonaventura Piter (cs) (1708-1764)
- Jan Josef Zeberer[3] (1712-1789), auteur de la première pièce jouée en tchèque et traducteur de la comédie allemande de Krüger Herzog Michel - Kníže Honzýk (1771)
- Anna Nitschmann (en) (1716-1760), poétesse
- Gelasius Dobner (1719-1790), souvent considéré comme un des membres de la première génération du Renouveau national
- Jan Václav Pohl (cs) (1720-1790)

Voir également Frères moraves et Frères tchèques.

## Le Renouveau national (1773-1848)

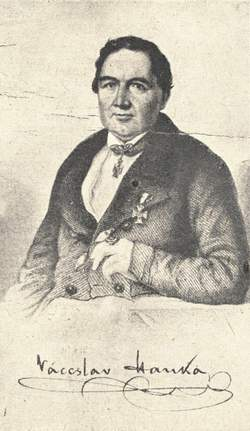
Václav Hanka

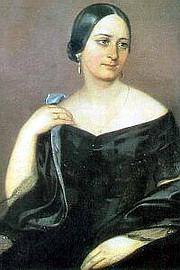
Božena Němcová

- La 1re génération se compose essentiellement des philosophes des lumières allemands qui étudient la langue tchèque par intérêt scientifique : * Franz Martin Pelzel (de) (1734-1801, ou František Martin Pelcl), et Josef Dobrovský. Les préromantiques tchèques sont en minorité : les frères Thams et Václav Matěj Kramerius (en) (1753-1808).
- La 2e génération est composée des nationalistes romantiques. Ses représentants les plus importants sont par exemple Václav Hanka et surtout Josef Jungmann, qui inaugure la deuxième phase du Renouveau national avec sa traduction d'Atala (1805) et du Paradis perdu. Notons également Antonín Marek ou Milota Zdirad Polák.
- la 3e génération est composée de personnalités s'efforçant d'exhausser la vie intellectuelle tchèque : František Palacký, Ján Kollár, František Ladislav Čelakovský et Pavel Josef Šafařík.
- la 4e génération fut l'acmé du renouveau national : Josef Kajetán Tyl (auteur de l'hymne tchèque).

Pourtant, dans une atmosphère où le nationalisme devenait prépondérant, la qualité des œuvres littéraires était en déclin. Aujourd'hui, elles ne sont plus guère lues.
- František Martin Pelcl (cs) (1734-1801)
- Václav Matěj Kramerius (en) (1753-1808)
- Josef Dobrovský (1753-1829)
- Josef Jungmann (1773-1847)
- Matěj Milota Zdirad Polák (cs) (1788-1856)
- Antonín Marek (cs) (1795-1877)
- Václav Hanka (1791-1861)
- Václav Kliment Klicpera (en) (1792-1859)
- Ján Kollár (1793-1852)
- Pavel Jozef Šafárik (1795-1861)
- František Palacký (1798-1876)
- František Ladislav Čelakovský (1799-1852)
- Josef Kajetán Tyl (1808-1856)

## La littérature moderne (1848-1938)
La littérature moderne commence en 1836, avec le poème Mai de Karel Hynek Mácha. La prose moderne est représentée par Les scènes de Russie de Karel Havlíček Borovský (1843). Mais ce progrès moderniste reste minoritaire, la majeure partie de la création littéraire de cette époque étant fortement influencée par les échos du Renouveau national, comme chez Karel Jaromír Erben ou Božena Němcová.
Le Renouveau national n'est définitivement dépassé que par le réalisme. Sa première génération est constituée par les maiens (májovci) 1858-1868. Après le Concordat (naissance de l'Autriche-Hongrie) la 2e génération prend le relais. Cette dernière se divise en ruchiens (ruchovci) avec un programme national dans le journal Éducation populaire (Osvěta), par exemple Eliška Krásnohorská, et en lumiriens (lumírovci), les cosmopolites, qui s'efforcent de surmonter la dépendance de la littérature allemande. Ils s'inspirent profondément de la littérature française (Jaroslav Vrchlický) ou de la anglo-saxonne (Josef Václav Sládek). Julius Zeyer est un précurseur de la décadence.
On regroupe sous le terme de modernisme la création des 3e et 4e générations, qui rassemble la décadence (fin de siècle) et l'avant-garde entre-deux-guerres : Jaroslav Hašek et ses Aventures du brave soldat Chvéïk (1923).
- Karel Hynek Mácha (1810-1836)
- Karel Jaromír Erben (1811-1870)
- Václav Bolemír Nebeský (en) (1818-1882), poète
- Božena Němcová (1820-1862), Babička (Grand-mère)
- Karel Havlíček Borovský (1821-1856)
- Karolina Světlá (1830-1899), littérature de terroir
- Jan Neruda (1834-1891), écrivain, poète
- Vítězslav Hálek (en) (1835-1874), journaliste, poète, dramaturge, critique
- Julius Zeyer (1841-1901)
- Josef Václav Sládek (cs) (1845-1912)
- Eliška Krásnohorská (1847-1926), féministe
- Alois Jirásek (1851-1930), romancier, dramaturge
- Jaroslav Vrchlický (1853-1912), écrivain, poète, traducteur
- Karel Václav Rais (en) (1859-1926), nouvelliste, romancier
- Karel Matěj Čapek-Chod (1860-1927), naturaliste, écrivain, journaliste
- Vilém Mrštík (cs) (1863-1912), essayiste, dramaturge
- Antonín Sova (1864-1928), poète symboliste, directeur de bibliothèque
- Josef Svatopluk Machar (1864-1942), poète, essayiste
- František Xaver Šalda (de) (1867-1937), écrivain, journaliste, poète
- Otokar Březina (1868-1929), poète
- Petr Bezruč (1867-1958), écrivain, poète
- Růžena Svobodová (1868-1920), écrivaine
- Jaroslav Kvapil (en) (1868-1950), poète, dramaturge
- Arnošt Procházka (cs) (1869-1925), poète décadent
- Jaroslav Hilbert (cs) (1871-1936), dramaturge
- Jiří Karásek ze Lvovic (cs) (1871-1951), poète décadent
- Josef Florian (1873-1941), éditeur, traducteur
- Anna Maria Tilschová (cs) (1873-1957), écrivaine
- Karel Hlaváček (1874-1898), poète symboliste et décadent
- Jan Opolský (cs) (1875-1942), écrivain
- Stanislav Kostka Neumann (en) (1875-1947), poète
- Viktor Dyk (1877-1931), poète
- Karel Toman (en) (1877-1946), poète
- Fráňa Šrámek (1877-1952), poète
- Ladislav Klíma (1878-1928), écrivain, philosophe
- Jakub Deml (1878-1961), prêtre, écrivain
- Otakar Theer (cs) (1880-1917), dramaturge
- František Gellner (1881-1914?), poète
- Arnošt Dvořák (cs) (1881-1933), dramaturge
- Rudolf Těsnohlídek (1882-1928), journaliste, poète, essayiste
- Jiří Mahen (1882-1939), nouvelliste, dramaturge, essayiste
- Jaromír John (cs) (Bohumil Markalous, 1882-1952), écrivain
- Ivan Olbracht (1882-1952), écrivain, journaliste, poète
- Marie Majerová (1882-1967), écrivaine
- Miloš Marten (cs) (1883-1917), poète symboliste
- Jaroslav Hašek (1883-1923), journaliste, humoriste, romancier
- Richard Weiner (1884-1937), écrivain, journaliste
- Josef Váchal (en) (1884-1969), écrivain, peintre, imprimeur
- Arthur Breisky (en) (1885-1910), romancier, éditeur, traducteur
- Egon Erwin Kisch (1885-1948), écrivain, journaliste, germanophone
- Hana Benešová (1885-1974)
- Jaroslav Durych (en) (1886-1962), écrivain, poète, dramaturge, journaliste, chirurgien
- Eduard Bass (1888-1946), écrivain, journaliste
- František Langer (1888-1965), dramaturge, scénariste, journaliste, essayiste
- Karel Čapek (1890-1938), écrivain
- Jindřich Štyrský (1889-1942), poète, peintre, éditeur, photographe et dessinateur surréaliste
- Rudolf Medek (1890-1940), général, poète
- Vladislav Vančura (1891-1942), poète, écrivain, réalisateur, Markéta Lazarová (1931)
- Josef Hora (en) (1891-1945), poète
- Karel Poláček (1892-1945), écrivain, journaliste, humoriste
- Bohuslav Reynek (1892-1971), poète, écrivain , peintre, traducteur
- Jan Weiss (1892-1972), romancier (SF)
- Marie Pujmanová (1893-1958), nouvelliste, poétesse
- Čestmír Jeřábek (1893-1981), écrivain
- Josef Kopta (1894-1962), écrivain, journaliste
- Ferdinand Peroutka (1895-1978), journaliste, romancier
- Jaroslav Havlíček (1896-1943)
- Benjamin Klička (cs) (1897-1943)
- Konstantin Biebl (1898-1951), poète
- Karel Schulz (en) (1899-1943), nouvelliste, critique
- Karel Konrád (1899-1971), écrivain, journaliste
- Jiří Wolker (1900-1924), dramaturge, poète, journaliste
- Karel Teige (1900-1951), artiste, critique
- Vítězslav Nezval (1900-1958), écrivain, poète, romancier, journaliste
- Jiří Weil (1900-1959), écrivain
- Zdeněk Kalista (en) (1900-1982), journaliste, poète, historien, critique
- František Halas (1901-1949), poète
- Jaroslav Seifert (1901-1986), écrivain, poète, journaliste
- Jan Zahradníček (1905-1960), poète
- Jan Werich (1905-1980), écrivain, comédien, dramaturge
- Vladimír Holan (1905-1980), poète
- Jiří Voskovec (1905-1981), écrivain, comédien, traducteur
- Egon Hostovský (1908-1973), écrivain, journaliste
- František Hrubín (1910-1971), écrivain, poète
- Autres
  - Máj (literary almanac) (en) (1858-1862)
  - Czech alexandrine (en)
  - Májovci
  - Lumírovci
  - Devětsil (1920-1930)
  - Théâtre libéré (1926-)
  - Groupe des surréalistes de Tchécoslovaquie (depuis 1934)

## Les régimes totalitaires (1938-1989)
De la même façon que pendant la période baroque, la littérature se divise alors en trois parties : officielle, interdite (samizdat) et d'exil. On remarque aussi un développement considérable de l'existentialisme, avec principalement Egon Hostovský et son Etranger qui cherche un appartement (1947).
- Jaroslav Seifert (1901-1986), poète, journaliste, prix Nobel de littérature 1980
- Vladimír Neff (en) (1909-1983), romancier, trazducteur

- Zdeněk Jirotka (en) (1911-2003), romancier, nouvelliste, dramaturge
- Bohumil Hrabal (1914-1997), écrivain, scénariste, romancier, poète
- Jiří Kolář (1914-2002), poète, écrivain, traducteur, artiste, collagiste
- Jan Drda (1915-1970)
- Jiří Mucha (1915-1991), nouvelliste
- Jiří Orten (1919-1941), poète
- Jiřina Hauková (en) (1919-2005), poète, traducteur
- Groupe 42

- Ludvík Aškenazy (de) (1921-1986)
- Ladislav Fuks (1923-1994), prosateur, L'Incinérateur de cadavres (Spalovač mrtvol, 1967)
- Jan Otčenášek (en) (1924-1979)
- Eduard Petiška (en) (1924-1987)
- Ivan Diviš (1924-1998), poète
- Josef Škvorecký (1924-2012), écrivain, romancier, nouvelliste, traducteur
- Ludvík Souček (en) (1926-1978), auteur de SF
- Jan Křesadlo (1926-1995), poète, nouvelliste
- Josef Nesvadba (1926-2005), traducteur, dramaturge, psycgiatre, SF
- Arnošt Lustig (1926-2011), romancier, scénariste
- Ludvík Vaculík (1926-2015), écrivain, journaliste
- Josef Jedlička (1927-1990), écrivain, historien, philosophe, dramaturge
- Oldřich Daněk (en) (1927-2000), écrivain, dramaturge
- Pavel Kohout (1928-), écrivain, poète, dramaturge
- Milan Kundera (1929-2023), romancier, essayiste, exilé en France depuis 1975
- Jan Trefulka (1929-2012), écrivain, journaliste, traducteur, critique

- Ota Pavel (de) (1930-1973), nouvelliste
- Egon Bondy (1930-2007), écrivain, poète, dramaturge, romancier, philosophe
- Ota Filip (1930-2018), journaliste, romancier
- Jan Zábrana (1931-1984), écrivain, traducteur
- Ivan Klíma (1931-), romancier, poète, dramaturge, journaliste, politique
- Vladimír Páral (en) (1932-), prosateur, satiriste (Jan Laban)
- Jaroslav Velinský (en) (1932-2012), auteur de SF
- Václav Havel (1936-2011), essayiste, politique
- Jiří Gruša (1938-2011), poète, traducteur, polititque
- Vladimír Körner (en) (1939-), nouvelliste, scénariste

## Après 1989
La chute du communisme en 1989, avec révolution de velours puis divorce de velours, marque un nouveau tournant dans la littérature tchèque avec le retour de la liberté et de la pluralité. Le travail de plusieurs écrivains interdits ou exilés sont publiés pour la première fois.
Une nouvelle génération d'écrivains apparaît, parmi lesquels :
- Iva Hercíková (1935-2007)

- Jiří Kratochvil (en) (1940-), romancier
- Ivan Martin Jirous (1944-2011), poète
- Sylvie Richterová (1945-), poétesse
- Ondřej Neff (en) (1945-), journaliste, auteur de SF
- Libuše Moníková (de) (1945-1998), romancière, dramaturge
- Daniela Hodrová (1946-2024), romancière, critique littéraire
- Ivan Matoušek (1948-), peintre, poète, traducteur, La Célébration (2009)
- Michal Ajvaz (1949-), romancier, poète, L’autre ville

- Petr Šabach (en) (1951-2017), romancier
- Halina Pawlowská (de) (1955-), écrivaine, dramaturge
- Patrik Ouředník (1957-), romancier, essayiste, poète, traducteur
- Jan Beneš - Emil Hakl (de) (1958-), poète, nouvelliste, romancier
- Zuzana Brabcová (de) (1959-2015), romancière

- Jan Balabán (1961-2010), journaliste, nouvelliste, romancier
- Jáchym Topol (1962-), poète, journaliste, dramaturge
- Michal Viewegh (1962-), romancier
- Petr Hruška (de)(1964-), poète
- Petr Placák (en) (1964-), alias Petr Zmrzlík, musicien, poète, journaliste, essayiste, romancier
- Hana Andronikova (1967-2011), romancière, dramaturge, poétesse
- Miloš Urban (1967-), traducteur, romancier, Les Sept églises
- Jiří Kulhánek (en) (1967-), auteur de SF et de fantasy
- Radka Denemarková (de) (1968-), Les Heures de plomb (Hodiny z olova, 2019)
- Josef Formánek (de) (1969-)

- Bianca Bellová (1970-), Jezero (2016, Nami)
- Jaroslav Rudiš (1972-), romancier, dramaturge, scénariste
- Miroslav Žamboch (en) (1972-), physicien, auteur de SF et de fantasy
- Petra Hůlová (1979-), romancière, Paměť mojí babičce (2002, En mémoire de ma grand-mère)

- Kateřina Tučková (de) 1980-)
- Marek Šindelka (de) (1984-)

## Grands noms de la poésie tchèque
- Ján Kollár (1793-1852)

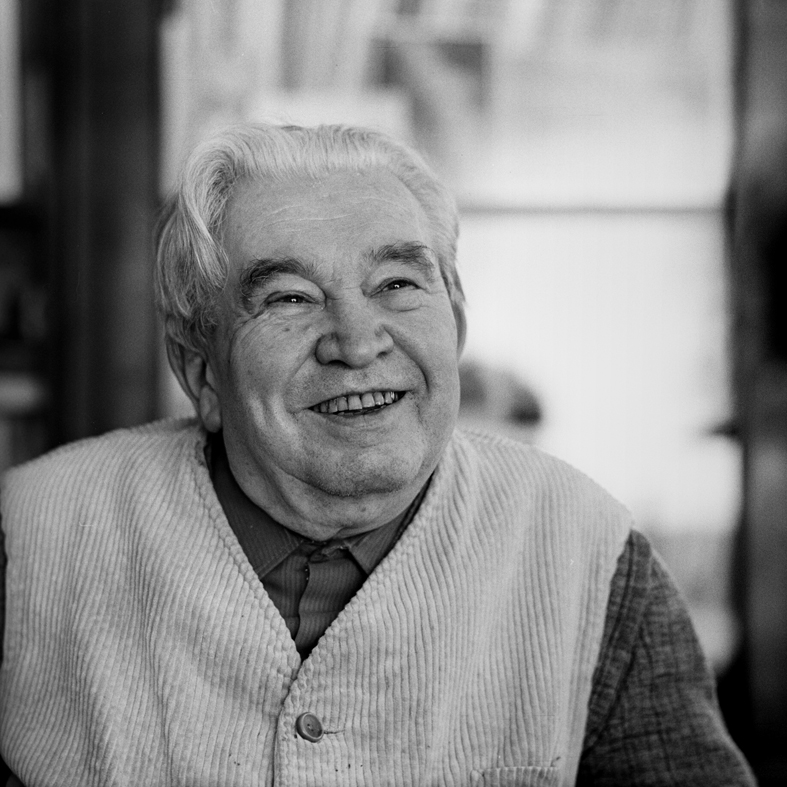
Jaroslav Seifert (1981)

- František Ladislav Čelakovský (1799-1852)
- Karel Hynek Mácha (1810-1836)
- Karel Havlíček Borovský (1821-1856)
- Egon Bondy (1930-2007)
- Karel Jaromír Erben (1811-1870)
- Vítězslav Hálek (cs) (1835-1874)
- Jan Neruda (1834-1891)
- Adolf Heyduk (en) (1835-1923)
- Svatopluk Čech (1846-1908)
- Josef Václav Sládek (de) (1845-1912)
- Julius Zeyer (1841-1901)
- Jaroslav Vrchlický (1853-1912)
- Josef Svatopluk Machar (1864-1942)
- Otokar Březina (1868-1929)
- Antonín Sova (1864-1928)
- Petr Bezruč (1867-1958)
- Viktor Dyk (1877-1931)
- Josef Hora (cs) (1891-1945)
- Jakub Deml (1878-1961)
- Vítězslav Nezval (1900-1958)
- Bohuslav Reynek (1892-1971)
- Jaroslav Seifert (1901-1986), prix Nobel de littérature en 1984

## Écrivains modernes et œuvres

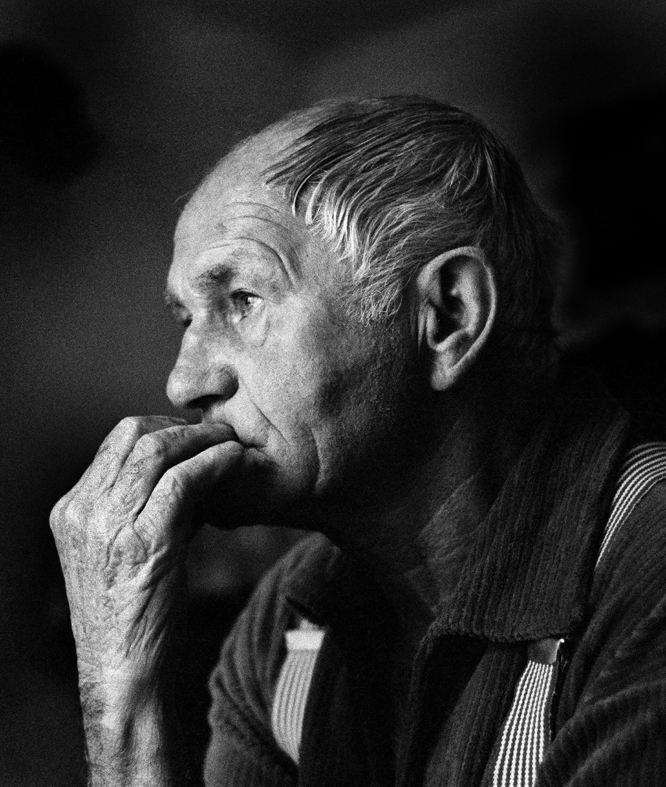
Bohumil Hrabal (1988)

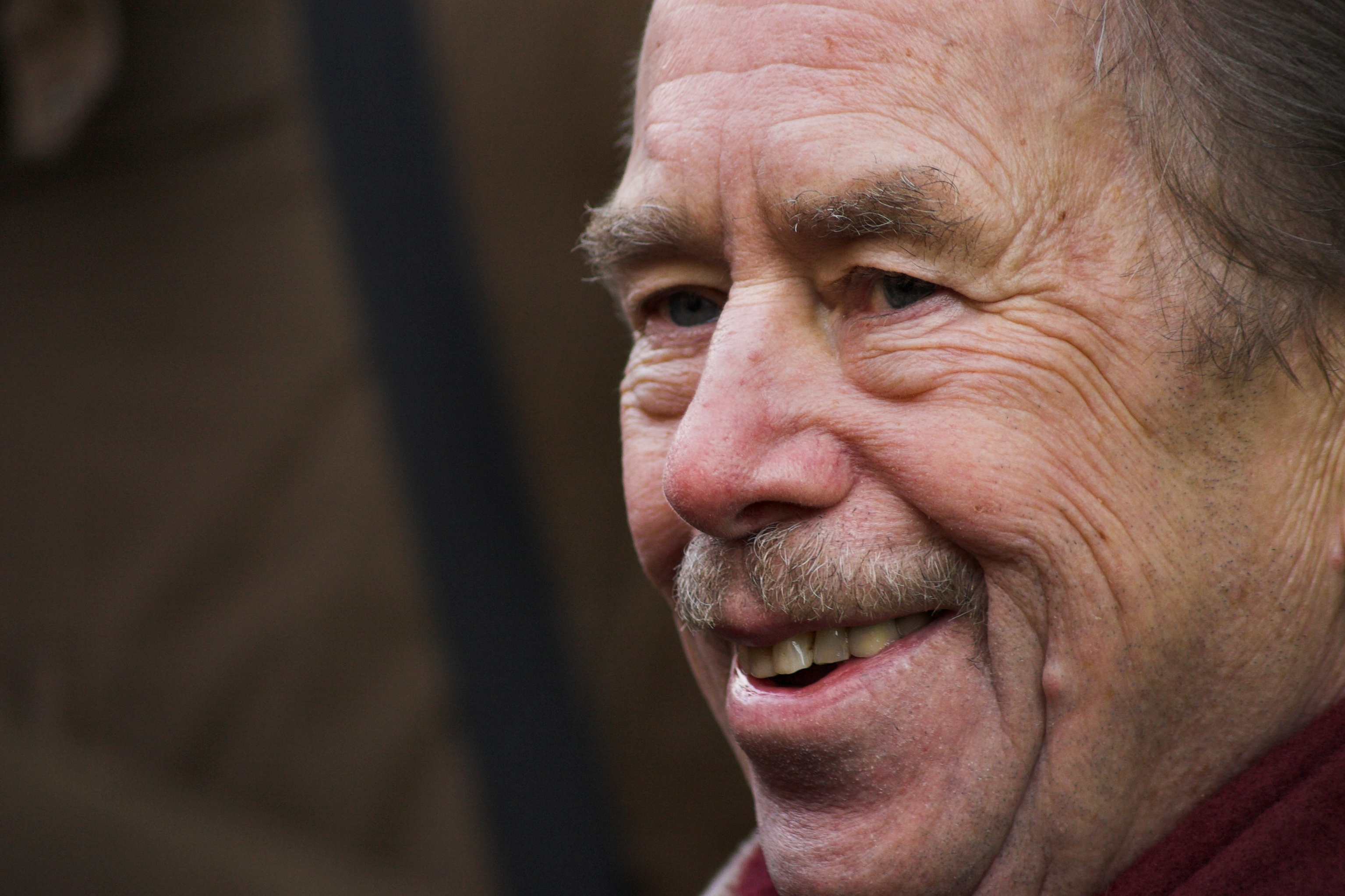
Václav Havel (2008)

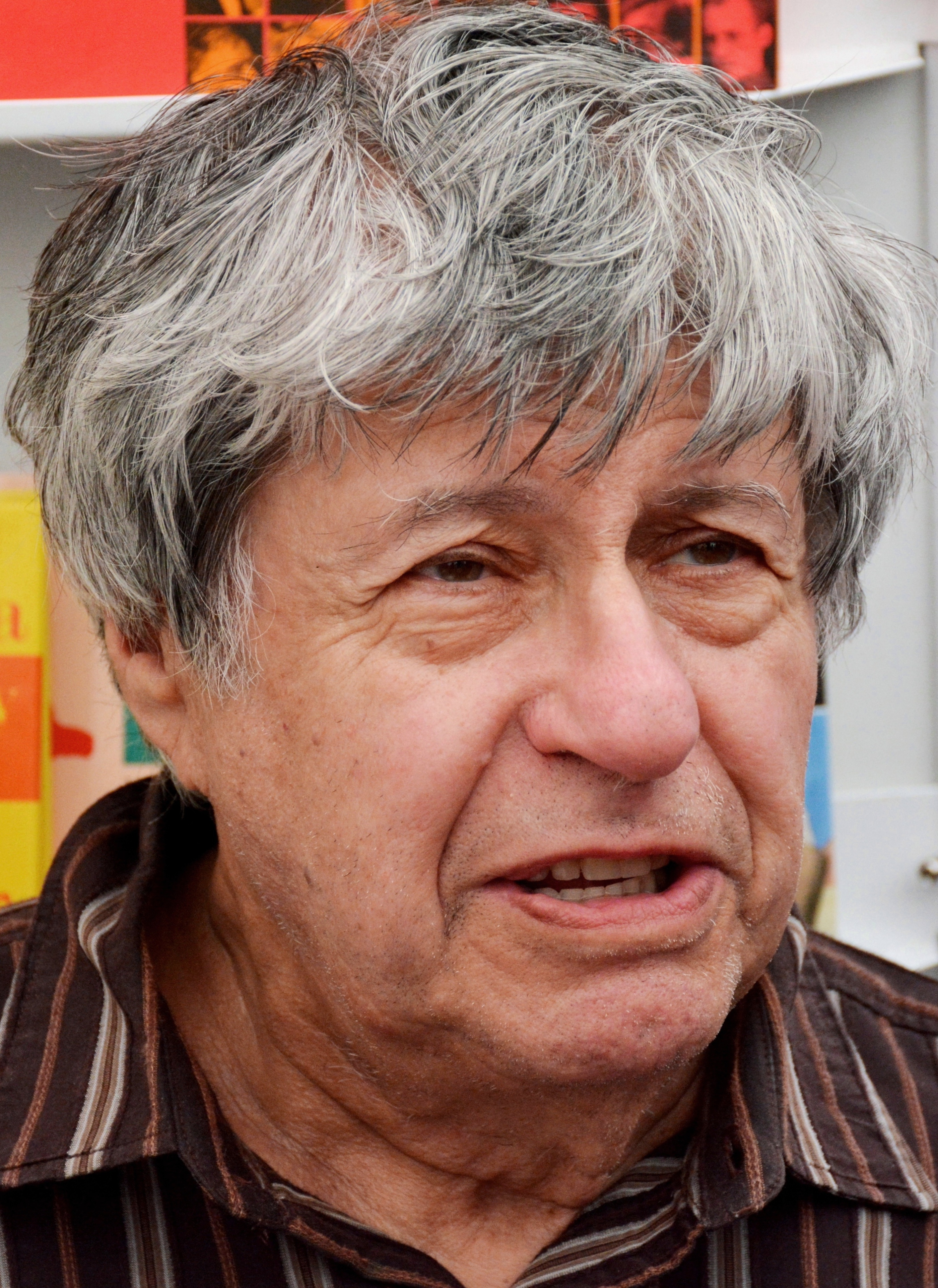
Ivan Klíma (2015)

- Egon Bondy (1930-2007), Journal de la fille qui cherche
- Karel Čapek (1890-1938), Le météore, L'œuvre et la vie du compositeur Foltýn, Entretiens avec Masaryk, L'année du jardin
- Jan Čep (1902-1974)
- Jaroslav Hašek (1883-1923), Les aventures du brave soldat Chvéïk
- Jindřich Heisler (1914-1953), poète, surréaliste, photographe, Les Spectres du désert
- Josef Hiršal (1920-2003), poète, romancier, traducteur, Bohême, bohême
- Daniela Hodrová (1946-), romancière, critique, Cité dolente, Olsany
- Bohumil Hrabal (1914-1997), poète, romancier, Moi, qui ai servi le roi d'Angleterre, La petite ville où le temps s'arrêta, Trains étroitement surveillés, La chevelure sacrifiée, Tendre barbare, Les noces dans la maison, Lettres à Doubenka, Les souffrances du vieux Werther
- Václav Jamek (1949-), poète, prosateur, dramaturge, traducteur, Traité des courtes merveilles
- Čestmír Jeřábek (1893-1981)
- Ladislav Klíma (1878-1928), Les souffrances du prince Sternenhoch, Le roman tchèque
- Ivan Klíma (1931-), romancier, dramaturge, Un été d'amour
- Jan Křesadlo (1926-1995), psychologue, nouvelliste, poète, Astronautilia
- Milan Kundera (1929-2023), La Plaisanterie (1967), La valse aux adieux, Risibles amours, La vie est ailleurs, L'insoutenable légèreté de l'être, L'éternité, L'art du roman, Jacques et son maître, L'ignorance
- Jiří Mucha (1915-1991), Au seuil de la nuit
- Vítězslav Nezval (1900-1958), Valérie ou la semaine des merveilles
- Patrik Ourednik (1957-), Europeana. Une brève histoire du XXe siècle, Instant propice, 1855, Classé sans suite
- Vladimír Páral (cs) (1932-), Tornade dans un local
- Jan Patočka (1907-1977), philosophe, politique, L'écrivain et son objet
- Jaroslav Putík (1923-2013), journaliste, prosateur, traducteur, L'homme au rasoir
- Pavel Řezníček (écrivain) (cs) (1942-2018), Le plafond
- Jaroslav Seifert (1901-1986), Toutes les beautés du monde
- Josef Škvorecký (1924-2012), La fin de l'âge de nylon, Les lâches
- Martin Milan Šimečka (cs) (1957-), journaliste, écrivain, L'année du chien – l'année des grenouilles
- Jiří Sotola (cs) (1924-1989), La nuit baroque
- Jindřich Štyrský (1899-1942), poète, peintre, éditeur, Poésie
- Jáchym Topol (1962-), Ange exit, Zone cirque, L'Atelier du Diable
- Vlastimil Třešňák (cs) (1950-), chanteur, écrivain, On ne parle pas la bouche pleine, L'essentiel au sujet de M. Moritz
- Miloš Urban (1967-), Sedmikostelí (Les sept églises, 1999)
- Ludvík Vaculík (1926-2015), La hache, Les cobayes, La clé des songes
- Vladislav Vančura (1891-1942), Jan Marhoul
- Jiří Weil (1900-1959), Vivre avec une étoile

## Listes d'écrivains
- Liste d'écrivains de langue tchèque
- Catégorie:Écrivain tchèque et catégorie équivalente sur la Wikipédia en anglais
- Liste d'auteures tchèques (en)
- Groupe des surréalistes de Tchécoslovaquie

## Listes d'œuvres
- Liste d'œuvres d'auteurs tchèques et slovaque traduites en français (.pdf)
- Catégorie:Œuvre littéraire tchèque et catégorie équivalente sur la Wikipédia en tchèque
- Encyclopédie d'Otto (en) ou Ottova encyklopedie ou Ottův slovník naučný (1880-1908)
- Manuscrits tchèques (en), dont Codex Vyssegradensis, Bible de Velislav, Gelnhausen Codex,

## Institutions
- Festival de Prague des écrivains (depuis 1980), ou Festival spisovatelů Praha
- Authors' Reading Month (en)
- Festival fantazie (en)
- Měsíc autorského čtení (cs)
- Ortenova Kutná Hora (cs) depuis 1993)
- Šrámkova Sobotka (cs)
- Liste de prix littéraires tchèques (en)
  - Prix Franz-Kafka, Prix du livre tchèque
  - Magnesia Litera (en)
  - Czech State Award for Literature (en)
  - Karel-Čapek-Preis (de)
  - Prix Egon Hostovský (cs)
- Revues
  - The Cafe Irreal (en)
  - B O D Y (en)
- Libri Prohibiti (en), librairie spécialisée en samizdat

Liste restreinte de prix littéraires internationaux :
- Prix européen de littérature (2005)
- Prix Angelus de littérature d'Europe centrale (de) (2006)